# 偏波分割複信
偏波分割複信（へんぱぶんかつふくしん、英語：polarization division duplex、略称：PDD）は、送信と受信とに同じ周波数を割り当て、全二重通信を行う電気通信技術である。複信の一方式である。

## 特徴
次のような特徴がある。
- 同一周波数帯域で同時に送受信ができる。
- 隣接配置送受信アンテナ間の高アイソレーションが必要である。→ 直交偏波導波管スロットアレーアンテナとキャンセラで100dB達成した。
- 周波数利用効率は、周波数分割複信や時分割複信の2倍となる。

学会発表にて実機公開されたPDD無線通信装置の写真

The 3rd IEEE Tokyo Young Researchers Workshop, 2006年12月11日(金)開催において、IEEE最優秀賞及びビジネスプラン賞の2つを受賞している。
上側が送信用と受信用の25GHz帯無線装置部品を内蔵した直交偏波対応一層構造逆相給電導波管スロットアレーアンテナで、下側が回り込み信号キャンセラー部分

## 用途
- 固定無線通信(Fixed Wireless Access: FWA)で用いられる。
- 主にマイクロ波帯、準ミリ波帯、ミリ波帯で使われる。

## 外部サイト
- 東京工業大学 電気・電子工学専攻 安藤・広川研究室
- 日本無線株式会社
- 周波数利用効率２倍を達成する新通信システムを開発 - 世界で初めて実証実験に成功 -
- 総務省委託研究 戦略的情報通信推進制度SCOPE
平面導波管スロットアンテナの高い交差偏波識別度に基づく、周波数の完全再利用無線アクセスシステムの研究開発